# Ива Виноградова
Ива Виноградова (лат. Salix vinogradovii) — вид растений рода Ива (Salix) семейства Ивовые (Salicaceae).
Вид назван в честь советского ботаника Николая Петровича Виноградова.

## Распространение и экология
Встречается по берегам водоемов и в поймах, на песках и на влажных долинных лугах лесостепных и степных районов Европейской части России. Её ареал на западе включает бассейн Дона с Донцом и нижнего Днепра (несколько изолированных точек на Оке в Калужской и Московской областях); на севере доходит до юга Рязанской области, Пензы, Куйбышева; на юге до Азовского побережья, Калмыкии и северной окраины Рын-песков, включает южный Урал, лесостепь и степь западной Сибири и северного Казахстана; к северу доходит не далее Кургана, а к северо-востоку не далее Иртыша; к югу — до южной окраины Мугоджар, до Карсакпая и гор Кзыл-рай, Чингиз-тау и Тарбагатай.

## Ботаническое описание
Средней величины кустарник высотой (1) 2,5—4 (5,5) м, с диаметром стволиков до 8 см, их порядок ветвления составляет 9—10. Годичные побеги светло-желтые или пурпуровые, голые, блестящие, тонкие, гибкие, толщиной 0,7—1,5 мм. Кора хинногорькая на вкус, на старых ветвях с внутренней стороны ярко-лимонно-жёлтая. Листья очередные, очень сближенные, почти супротивные, короткочерешковые, без прилистников. Листовые пластинки ланцетной или обратно-ланцетной формы с наибольшей шириной заметно выше середины, у верхушки заостренные, к основанию постепенно суживающиеся, голые, цельнокрайные или неравномерно-зубчатые в верхней части листа. Листья двухцветные: сверху темно-зеленые, снизу голубоватые или зеленовато-сизые, длиной 3—13 см, шириной 8—15 мм, с неясно-выраженным перисто-петлевидным жилкованием, заметным на верхней стороне листа, с 20 парами боковых жилок. Генеративные почки крупнее вегетативных, красноватых оттенков с желтоватым пояском близ основания, прижатые к стеблю до 11 мм длиной, эллиптические или ланцетные, голые, блестящие. Генеративные почки расположены ближе к вершине побега, однако самые верхние 1—2 обычно вегетативные; вегетативные расположены в нижней части побега, а также по 1—2 вставлены между генеративными.
Ива Виноградова цветет одновременно с распусканием листьев в апреле, сережки ранние или почти ранние, тонкие 20—25 мм длиной, при плодах до 35 мм, сидячие, цилиндрические с 2—3 небольшими прицветными листочками в основании. Прицветные чешуи на верхушке буроватые с немногочисленными короткими волосками. Завязь шелковисто-опушенная, на короткой ножке с коротким столбиком и двулопастным рыльцем; тычинок две, доверху сросшиеся своими нитями, выглядят как одна, с шаровидными вначале красноватыми пыльниками. Тычиночные нити опушены только в самом основании. Коробочка прижато-шелковистая, не более 5—5,5 мм длиной. Семена мелкие, в коробочке их 6, по три в каждой створке. Семена созревают в мае. Размножается семенами.

## Хозяйственное значение и применение
Ива Виноградова является дубильным и лекарственным растением, хорошим корзиночным видом, используется для живых изгородей и укрепления песков. Хорошо переносит стрижку ветвей и разводится на плантациях. Декоративна и заслуживает более широкого применения, тем более что она не объедается скотом, так как в её листьях содержатся горькие вещества.